# Saison 7 de Danse avec les stars
 (septembre 2021).
La septième saison de l'émission française de divertissement Danse avec les stars a été diffusée du 15 octobre 2016 au 16 décembre 2016 sur TF1. Elle a été animée par Sandrine Quétier et Laurent Ournac.
L'émission a été remportée par le mannequin, danseur et chroniqueur Laurent Maistret, aux côtés de la danseuse Denitsa Ikonomova.

## Participants
Lors de cette saison 7 de Danse avec les stars, 11 couples formés d'une star et d'un danseur professionnel se sont affrontés. Il y avait 11 célébrités : 6 hommes et 5 femmes, soit une célébrité de plus que lors de la saison précédente.
| Personnalité      | Occupation                                                   | Partenaire                                              | Statut                        |
| ----------------- | ------------------------------------------------------------ | ------------------------------------------------------- | ----------------------------- |
| Laurent Maistret  | mannequin, danseur, vainqueur de Koh-Lanta 2014, chroniqueur | Denitsa Ikonomova                                       | Vainqueur le 16 décembre 2016 |
| Camille Lou       | chanteuse                                                    | Grégoire Lyonnet                                        | Deuxième le 16 décembre 2016  |
| Artus             | humoriste                                                    | Marie Denigot                                           | Troisième le 16 décembre 2016 |
| Karine Ferri      | animatrice de télévision et de radio, mannequin              | Yann-Alrick Mortreuil Christophe Licata (semaine 6 & 7) | éliminée le 10 décembre 2016  |
| Florent Mothe     | chanteur                                                     | Candice Pascal                                          | éliminé le 3 décembre 2016    |
| Caroline Receveur | animatrice de télévision, chroniqueuse, actrice              | Maxime Dereymez                                         | éliminée le 26 novembre 2016  |
| Valérie Damidot   | animatrice de télévision, actrice                            | Christian Millette                                      | éliminée le 19 novembre 2016  |
| Julien Lepers     | animateur de télévision et de radio                          | Silvia Notargiacomo                                     | éliminé le 10 novembre 2016   |
| Sylvie Tellier    | Miss France 2002, directrice générale du Comité Miss France  | Christophe Licata                                       | éliminée le 5 novembre 2016   |
| Kamel le Magicien | prestidigitateur                                             | Emmanuelle Berne                                        | éliminé le 29 octobre 2016    |
| Olivier Minne     | animateur de télévision, acteur                              | Katrina Patchett                                        | éliminé le 22 octobre 2016    |

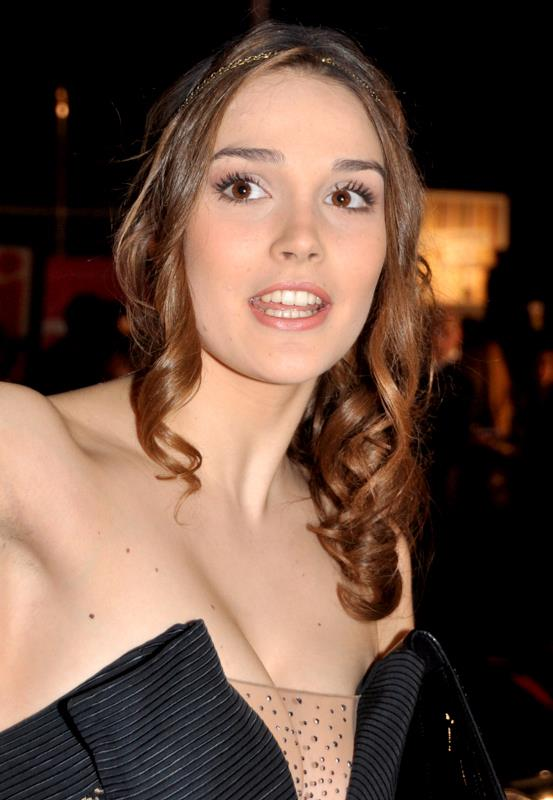
Camille Lou
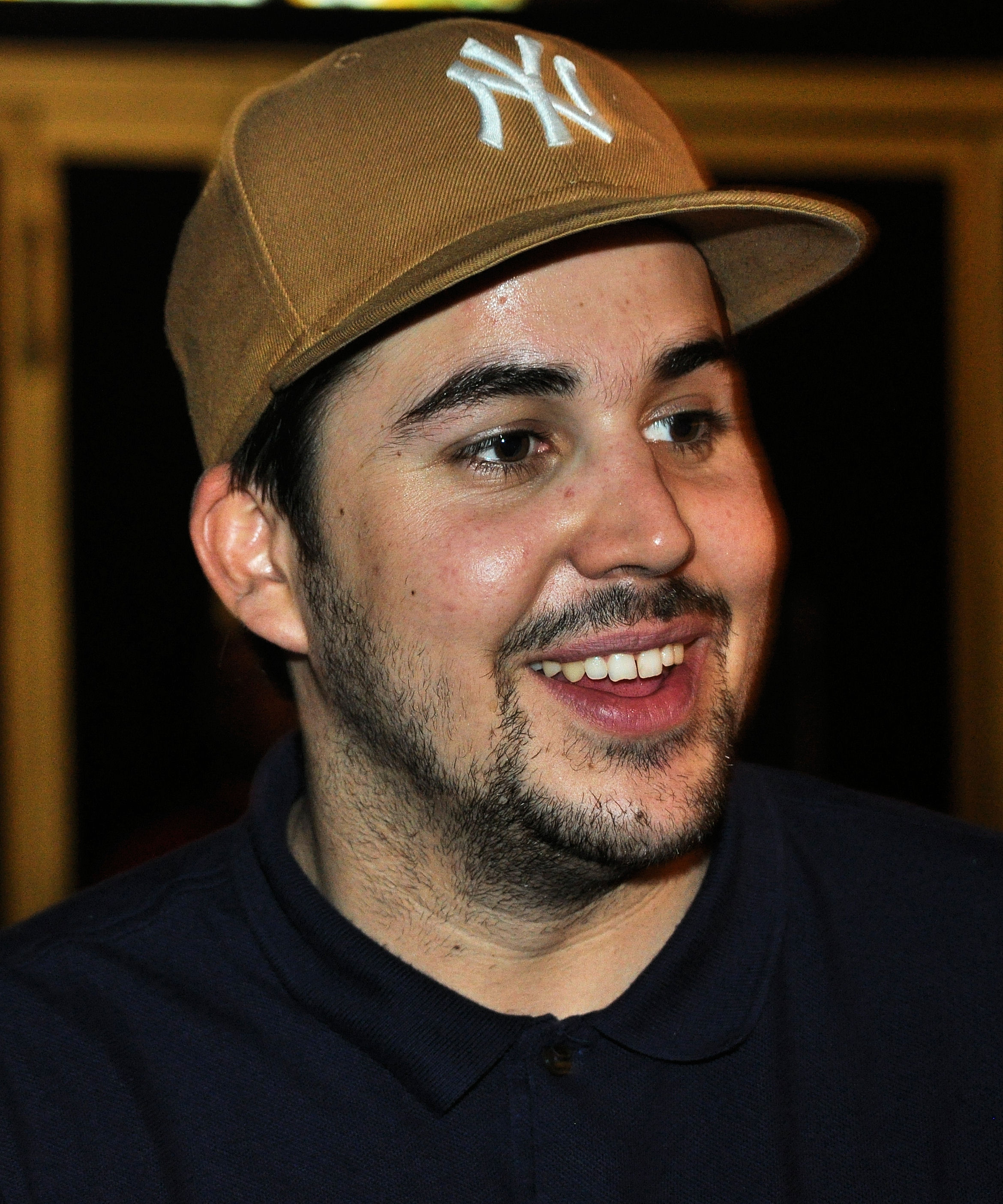
Artus
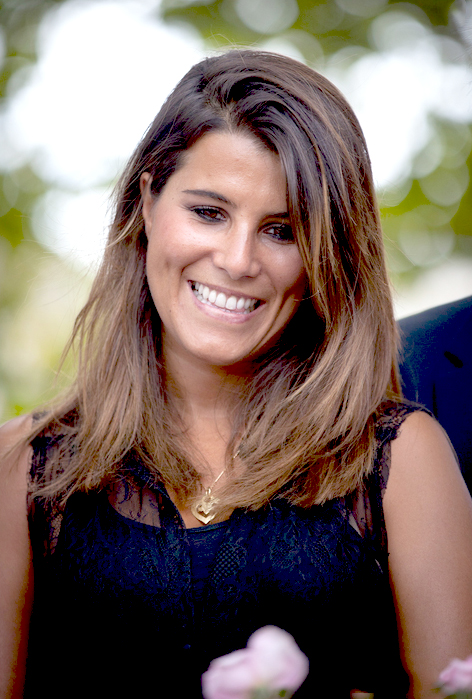
Karine Ferri
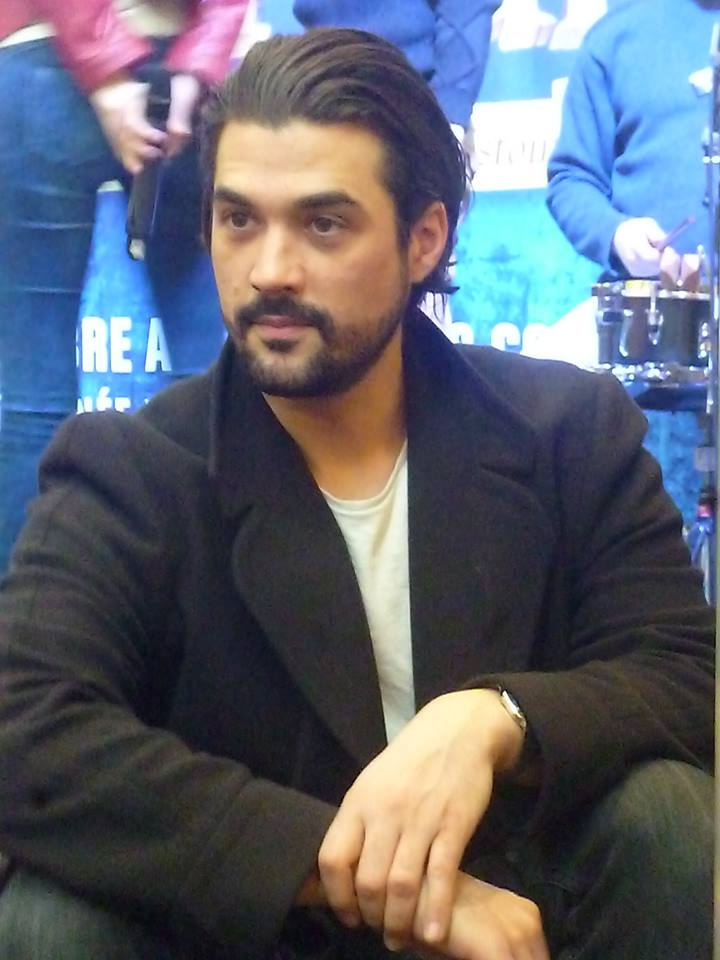
Florent Mothe
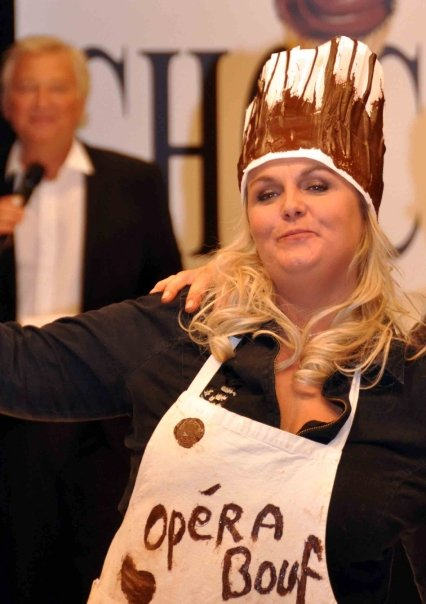
Valérie Damidot
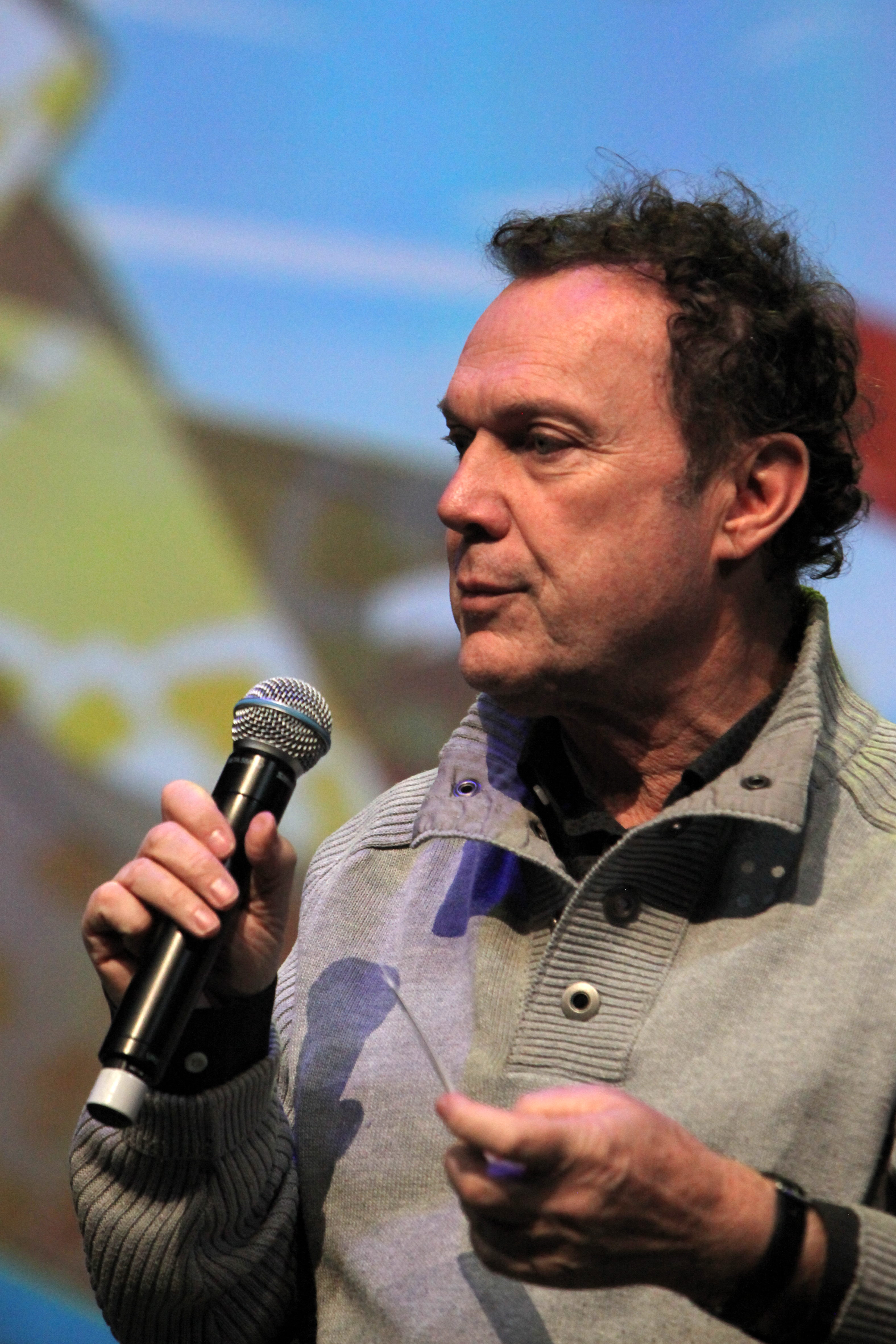
Julien Lepers
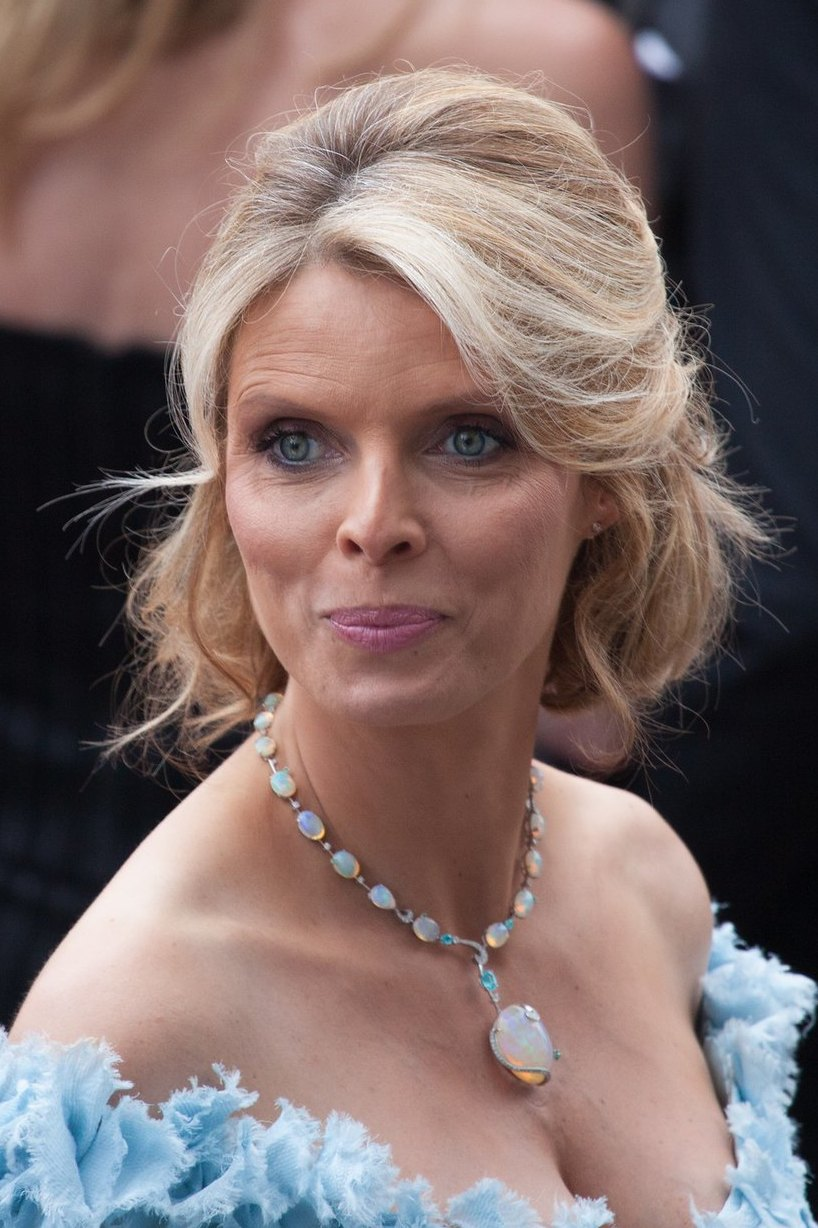
Sylvie Tellier
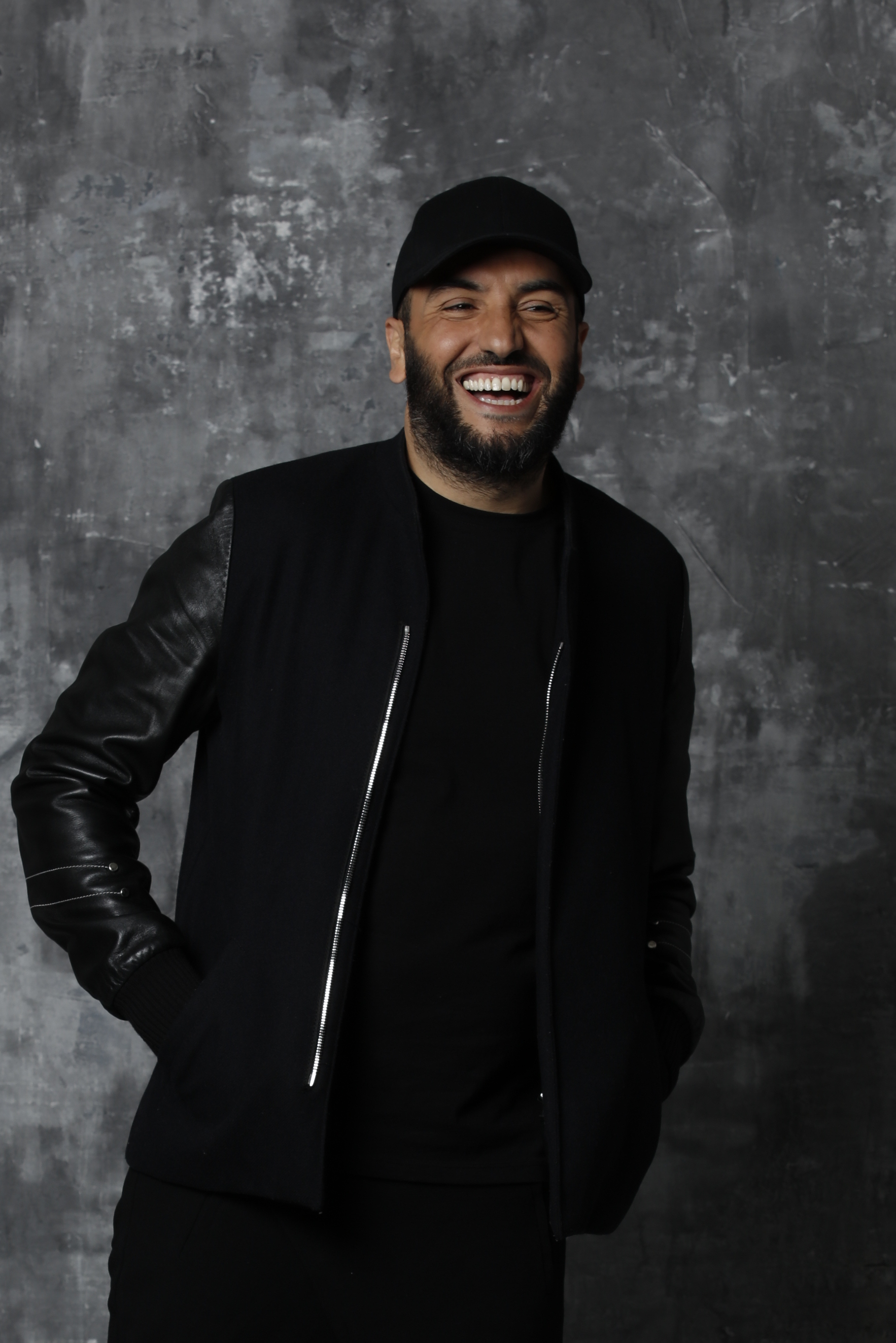
Kamel le Magicien
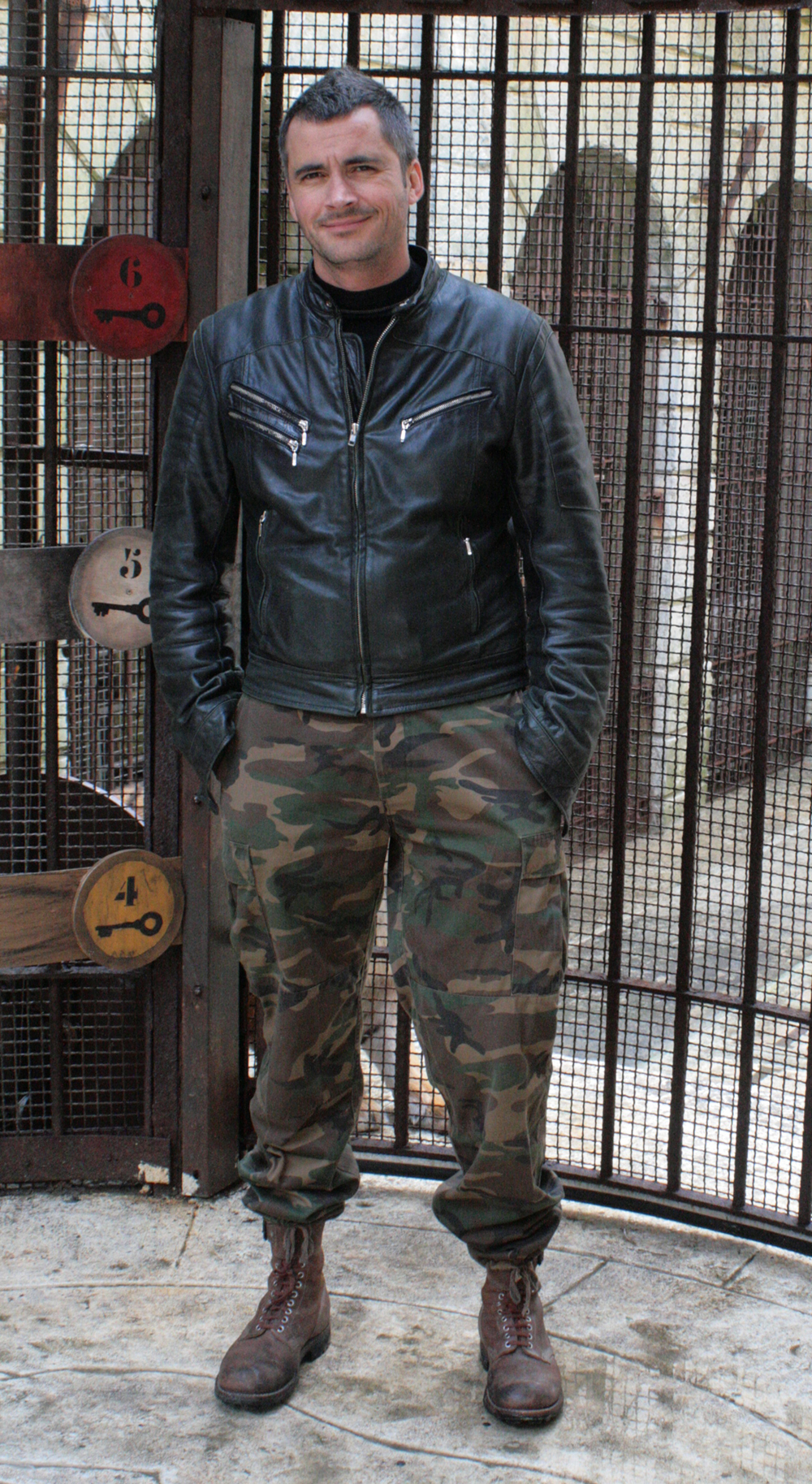
Olivier Minne

## Invités musicaux
- 22 octobre 2016 :
  - M. Pokora : Cette année-là.
- 10 décembre 2016 :
  - Vincent Niclo : Je ne sais pas.
  - Les Trois Mousquetaires : Tous pour un.
- 16 décembre 2016 :
  - Kylie Minogue : Night Fever.
  - Loïc Nottet : Million Eyes.

## Candidats
Avant la fin de la sixième saison, TF1 a annoncé le renouvellement de l'émission pour une septième saison.
Dès fin juin 2016, les noms de plusieurs candidats de la saison ont circulé,,,.
Selon le magazine Télé Star, l'animatrice de télévision Cécile de Ménibus, l'humoriste Clair Jaz et la journaliste Erika Moulet auraient passé des essais. L'humoriste Jarry et l'acteur espagnol Agustín Galiana (vu dans la série Clem) ont aussi été cités par le magazine Closer. Selon le magazine Voici, les chanteurs Amir et Sacha Tran (ancien candidat de The Voice et interprète dans la comédie musicale Robin des Bois) auraient été approchés pour participer à l'émission, ainsi que l'animatrice Laurie Cholewa. Selon lefigaro.fr, la journaliste et animatrice de télévision Caroline Ithurbide, chroniqueuse de Touche pas à mon poste !, aurait également pu être de la partie. La vedette de téléréalité Nabilla Benattia a également été citée pour participer à l'émission.
Selon le magazine Télé Star, Léa François, actrice de Plus belle la vie, aurait été intéressée par le programme. Enfin, l'animateur Matthieu Delormeau aurait été approché pour participer à l'émission mais ce dernier a décliné l'offre.
Karine Ferri avait été retenue pour participer à la saison 6, mais a renoncé car elle était enceinte ; elle participe à la saison 7.
Les participants ont été officiellement annoncés à partir du 22 juillet 2016.

### Danse
Un nouveau style de danse a fait son apparition dans l'émission lors de cette saison : le jazz[réf. nécessaire].

### Déroulement
Le prime no 5 a été diffusé le jeudi 10 novembre 2016, en raison d'un match de football (France-Suède), retransmis le lendemain, et de la cérémonie des NRJ Music Awards 2016, retransmise le surlendemain.
Le prime no 10 (finale) a été diffusé le vendredi 16 décembre 2016, en raison de l'élection de Miss France 2017, retransmise le lendemain.

### Danse avec les stars: Le grand show

Danse avec les stars : Le grand show
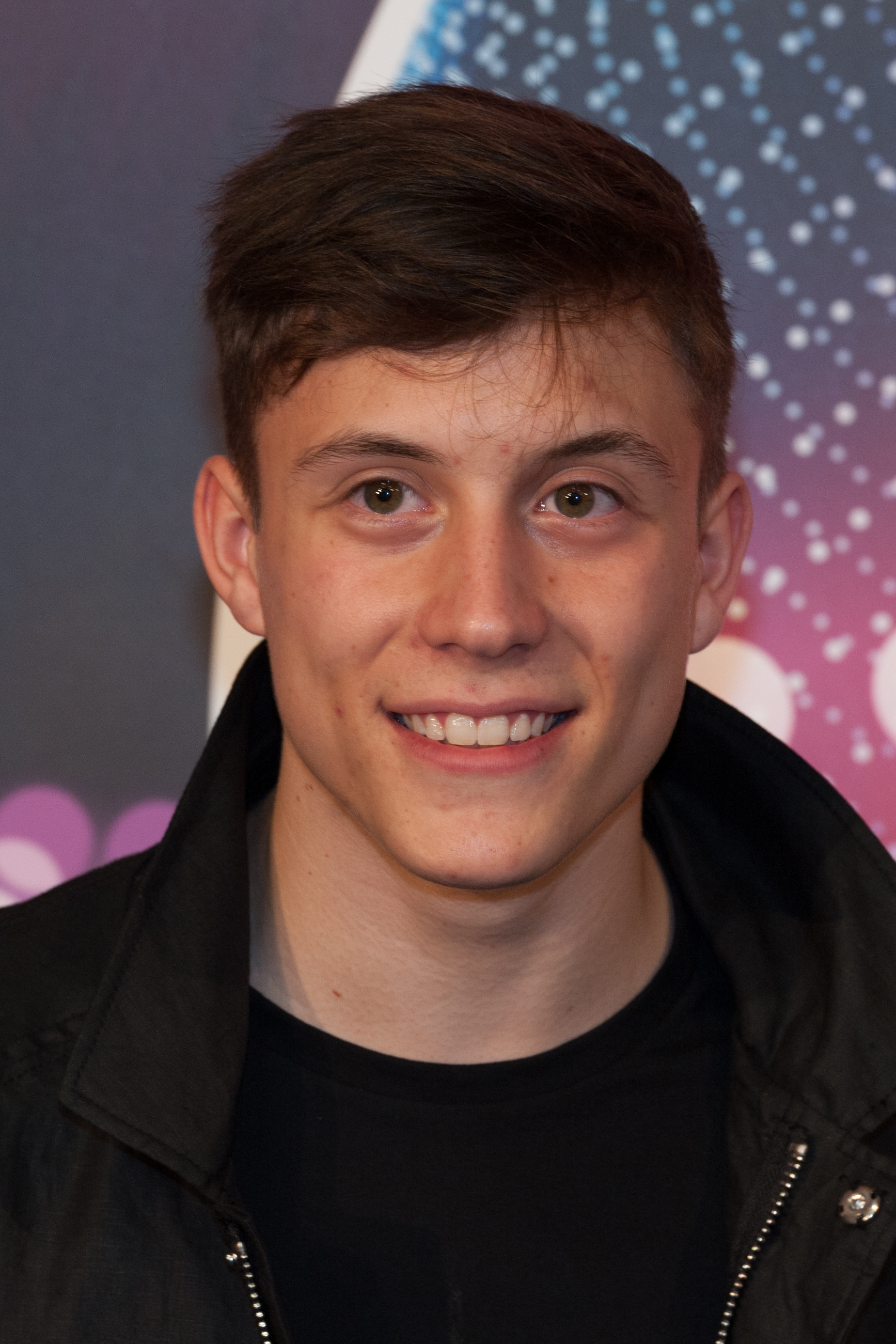
Loïc Nottet (saison 6),
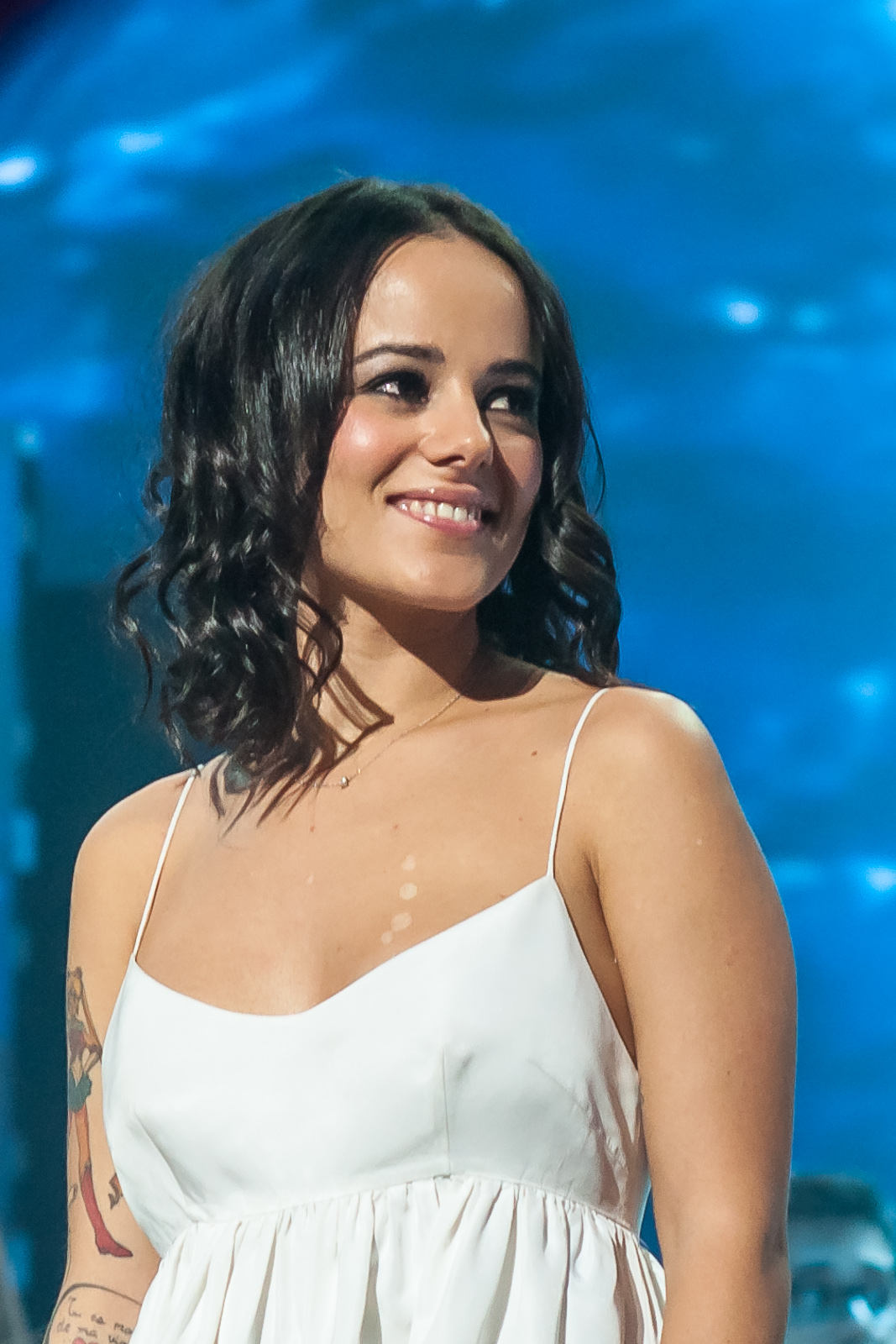
Alizée
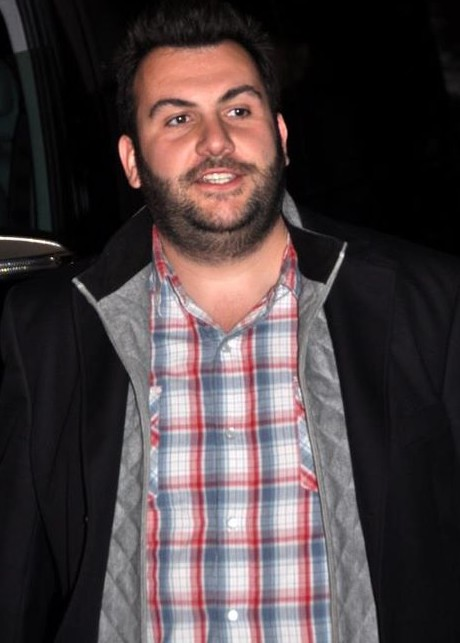
Laurent Maistret, Camille Lou, Karine Ferri (saison 7).
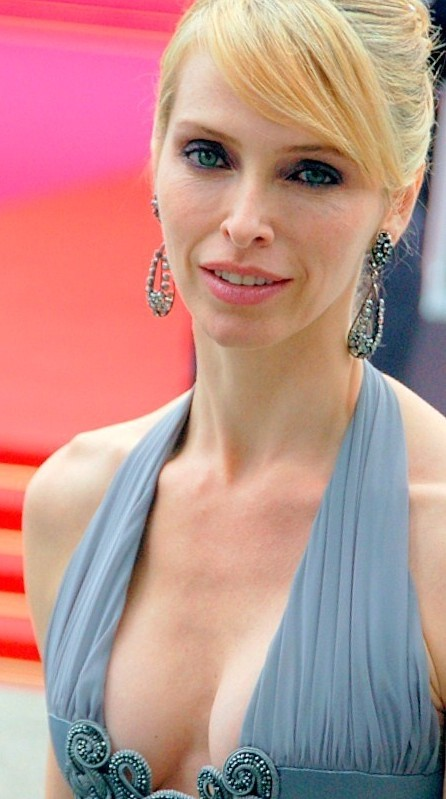
Tonya Kinzinger
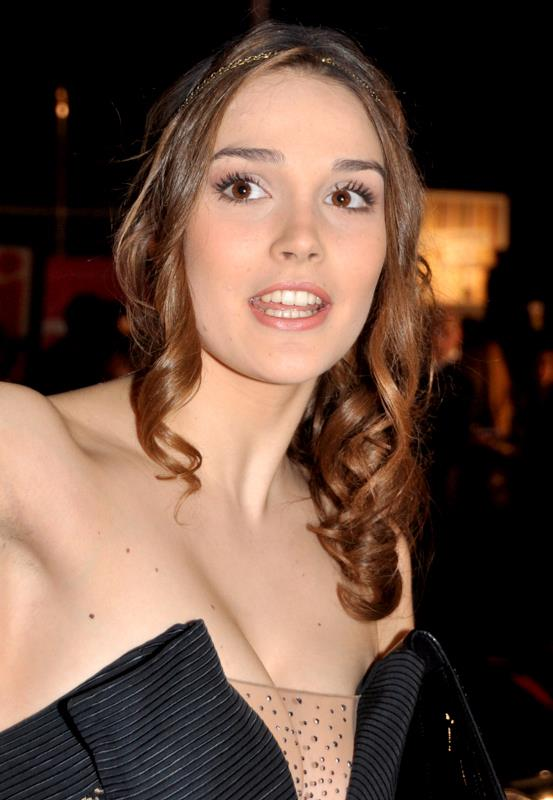
Camille Lou
Tal
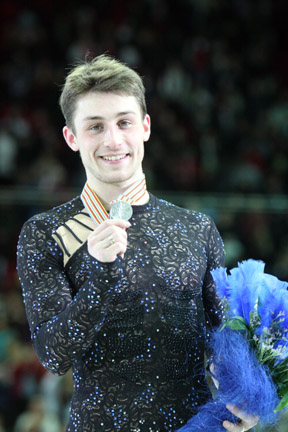
Brian Joubert
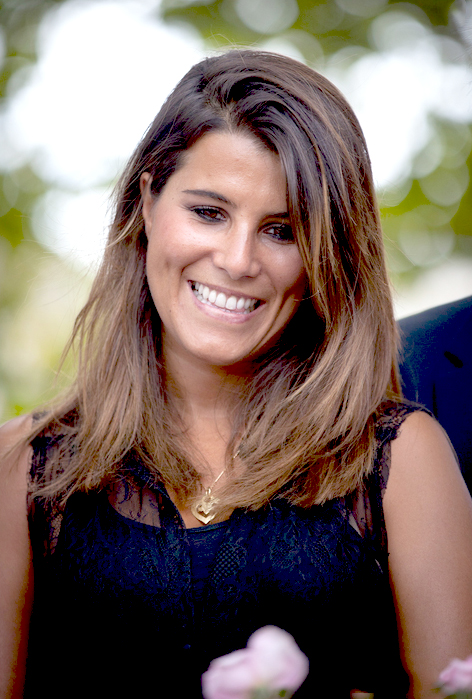
Karine Ferri
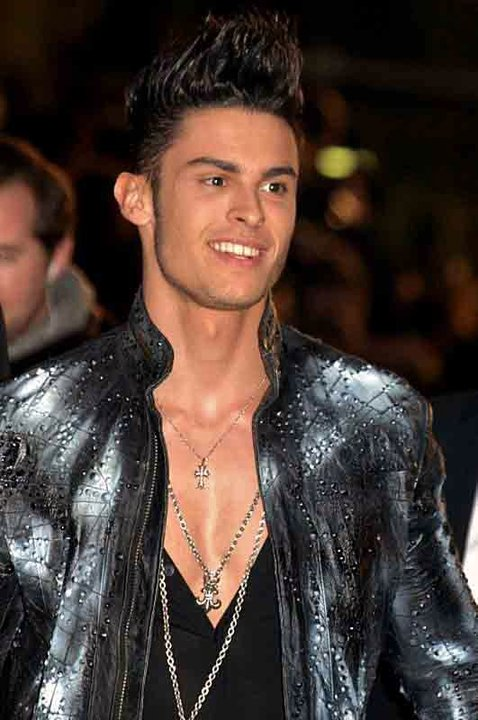
Baptiste Giabiconi
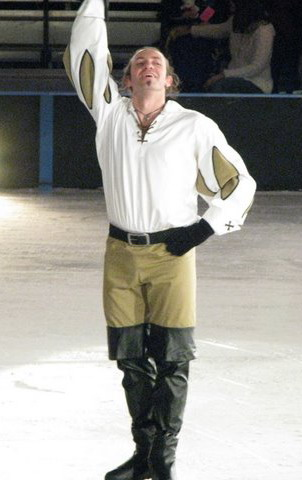
Philippe Candeloro

Valérie Damidot (saison 7), également annoncée, a été contrainte de renoncer au show à cause d'une fracture du genou. Elle a été remplacée par Laurent Ournac (saison 4), également coanimateur du show.
L'émission a été remportée par l'équipe de Jean-Marc Généreux, composée de Laurent Maistret, Camille Lou et Laurent Ournac, aux côtés de Denitsa Ikonomova et Grégoire Lyonnet.
Individuellement, c'est Loïc Nottet qui a obtenu la meilleure note (qui était la note maximale : 40), aux côtés de Denitsa Ikonomova.

## Autour de l'émission

### Candidats
Les participants ont été officiellement annoncés à partir du 22 juillet 2016.

### Jury
Le jury était le même que celui de la saison 6 : Fauve Hautot, Jean-Marc Généreux, Marie-Claude Pietragalla et Chris Marques. Shy'm est venue remplacer Marie-Claude Pietragalla en semaine 5.

### Danseurs professionnels
Du côté des danseurs professionnels, Julien Brugel n'a pas participé à l'émission cette année. Grégoire Lyonnet a fait par contre son retour dans l'émission, après avoir été absent lors de la saison 6 et avoir quitté l'émission au cours de la saison 5. Une nouvelle danseuse a également intégré l'émission : Marie Denigot,, partenaire de danse de l'humoriste Artus.
La danseuse Denitsa Ikonomova a gagné pour la troisième fois consécutive le trophée de l'émission (elle gagnera aussi la saison 9 en 2018 avec Clément Rémiens).

### Danse
Un nouveau style de danse a fait son apparition dans l'émission lors de cette saison : le jazz[réf. nécessaire].

### Danse avec les stars: Le grand show
À la suite de cette septième saison, TF1 a diffusé, en direct, le samedi 4 février 2017, le spectacle de la tournée 2017 passant au Zénith d'Auvergne de Clermont-Ferrand. Douze anciens candidats de l'émission y ont participé :
- Baptiste Giabiconi, Philippe Candeloro, Shy'm (saison 2),
- Tal, Alizée, Laurent Ournac (saison 4),
- Brian Joubert, Tonya Kinzinger (saison 5),
- Loïc Nottet (saison 6),
- Laurent Maistret, Camille Lou, Karine Ferri (saison 7).

L'émission a été remportée par l'équipe de Jean-Marc Généreux, composée de Laurent Maistret, Camille Lou et Laurent Ournac, aux côtés de Denitsa Ikonomova et Grégoire Lyonnet.